# Alain Aspect
Alain Aspect ([aspɛ]
 ( lyssna)), född 15 juni 1947 i Agen, är en fransk fysiker och nobelpristagare. Han är biträdande direktör för Laboratoire de physique atomique et moléculaire, Collège de France sedan 1987. Aspect var den som med hjälp av Bells teorem lyckades påvisa Einstein–Podolsky–Rosen-paradoxen.
Aspect tilldelades 2010 Wolfpriset i fysik tillsammans med John Clauser och Anton Zeilinger. Samma trio tilldelades 2022 Nobelpriset i fysik med motiveringen: "för experiment med sammanflätade fotoner som påvisat brott mot Bell-olikheter och banat väg för kvantinformationsvetenskap".

## Biografi
Aspect tog examen vid École normale supérieure de Cachan (ENS Cachan) och avgick med "agrégation" i fysik 1969 och tog sin masterexamen från Université d'Orsay. Han gjorde sedan sin samhällstjänst med undervisning i tre år i Kamerun.
I början av 1980-talet, medan han arbetade med sin doktorsavhandling från den akademiska graden av lektor, utförde han Bell-testexperimenten som visade att Albert Einstein, Boris Podolsky och Nathan Rosens ”reductio ad absurdum” av kvantmekanik, nämligen att det medförde "spöklik handling på avstånd", faktiskt verkade förverkligas när två partiklar separerades med ett godtyckligt stort avstånd (se EPR-paradoxen). En korrelation mellan deras vågfunktioner kvarstod, eftersom de en gång var en del av samma vågfunktion som inte stördes innan en av dotterpartiklarna mättes.
Aspect tilldelades också ett hedersdoktorat vid Heriot-Watt University 2008.

## Vetenskapligt arbete
Aspects experiment, efter det första experimentet av Stuart Freedman och John Clauser 1972, ansågs ge ytterligare stöd till tesen att Bells olikheter bryts i sin CHSH-version, särskilt genom att stänga en form av lokala kryphål. Hans resultat var dock inte slutgiltigt avgörande eftersom det fanns kryphål som tillät alternativa förklaringar som överensstämmer med lokal realism. Efter sina arbeten om Bells olikheter vände sig Aspect till studier av laserkylning av neutrala atomer och är mestadels involverad i experiment relaterade till Bose–Einstein-kondensat.

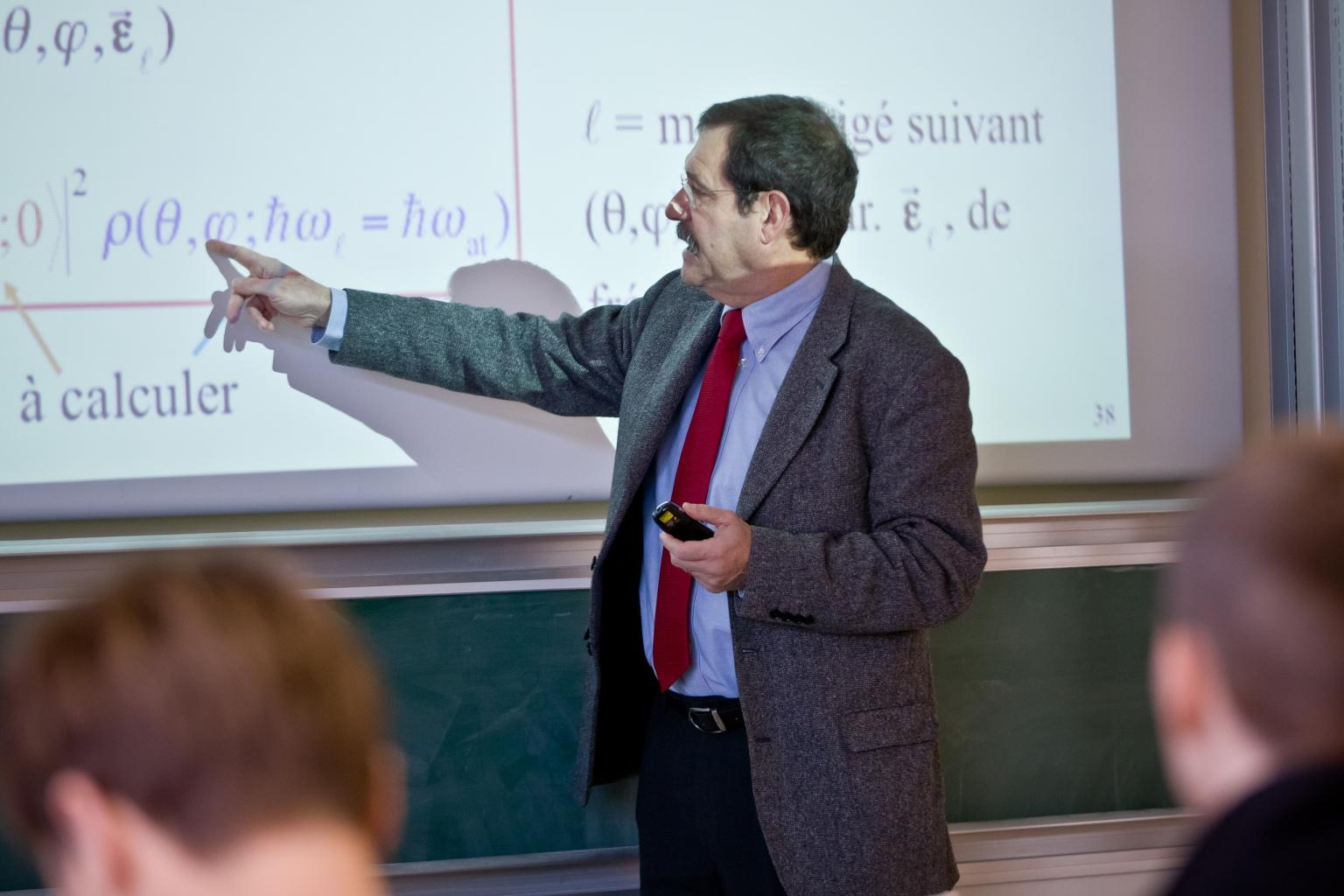
Aspect på École polytechnique.

Aspect var biträdande direktör för den franska "grande école" SupOptique fram till 1994. Han är ledamot av franska vetenskapsakademin och franska tekniska akademin och professor vid École Polytechnique.

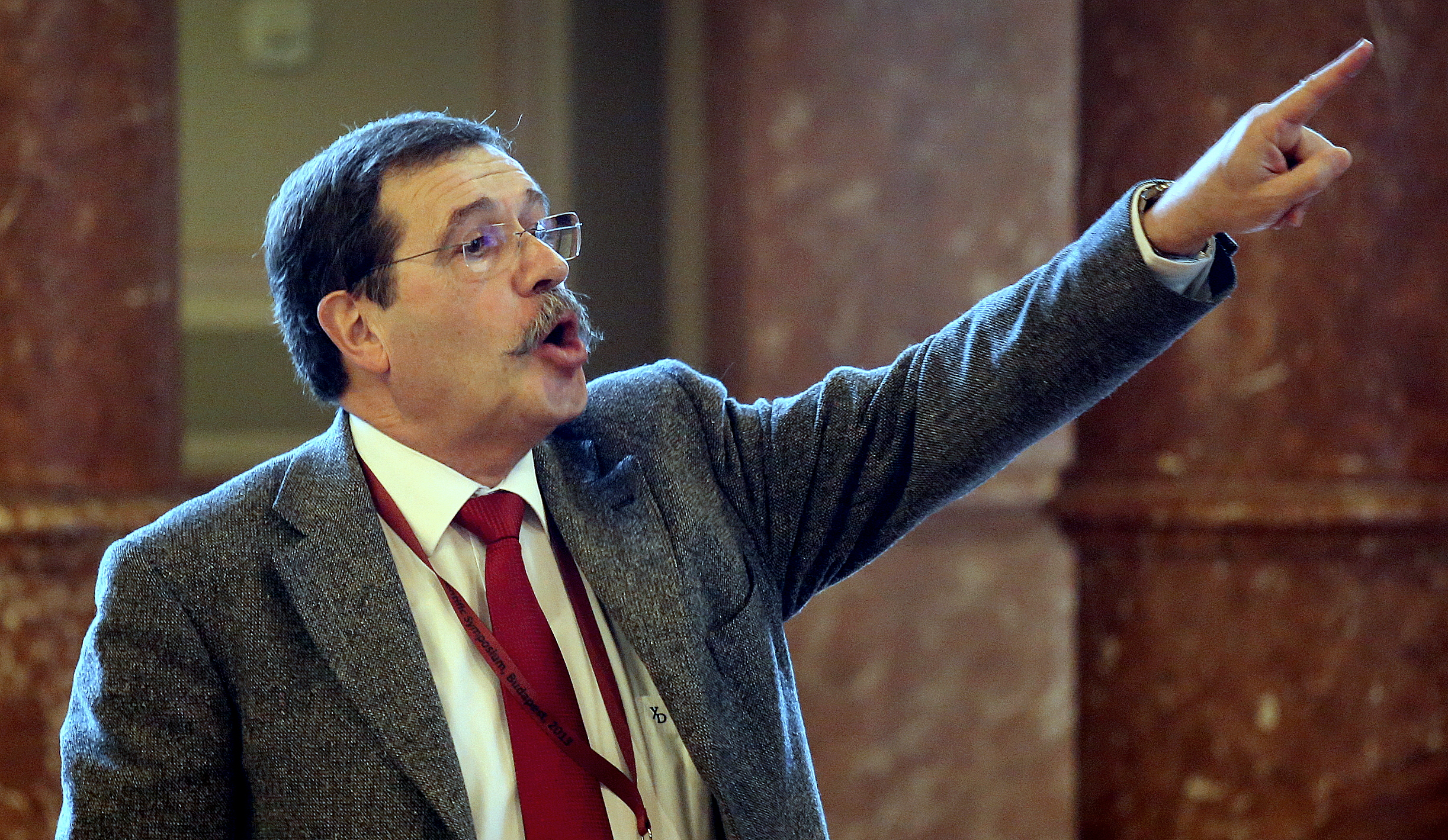
Aspect i Budapest, 2013

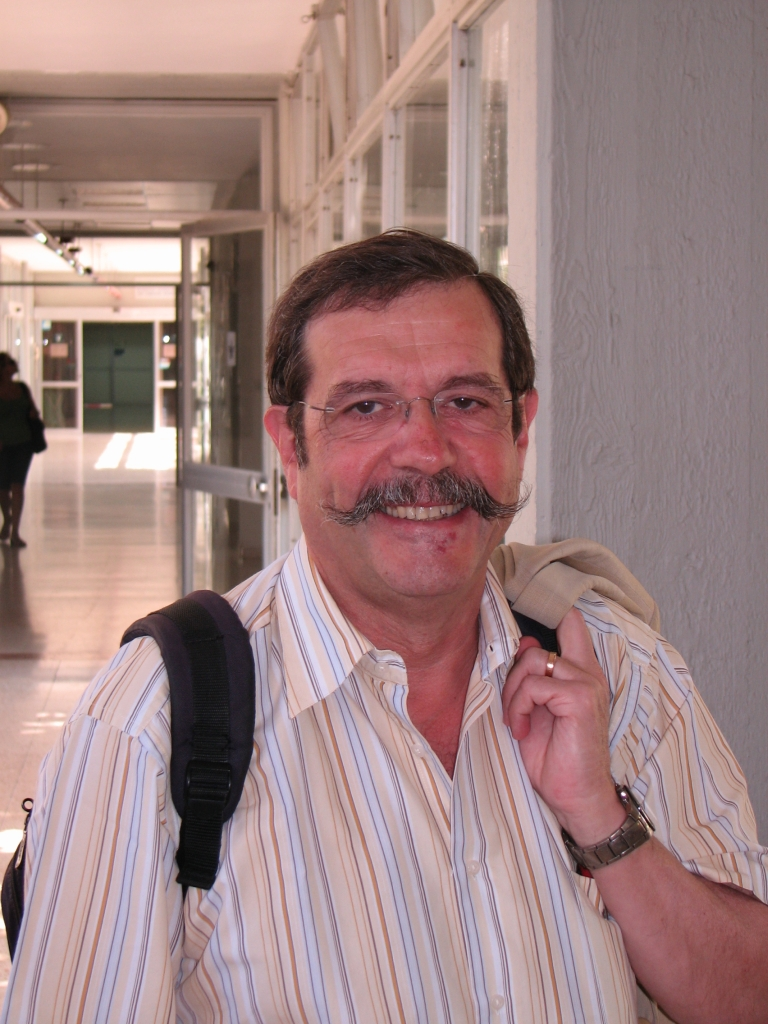
Aspect vid ett besök på Tel Aviv University 2010

## Utmärkelser och hedersbetygelser
- CNRS guldmedalj,  2005[18]
- Wolfpriset i fysik,  2010[5]
- Niels Bohr-medaljen,  2013[5]
- Frederic Ives-medaljen,  2013[7]
- Balzanpriset,  2013[19]
- Nobelpriset i fysik, med  John Clauser och Anton Zeilinger,  2022[20]

[Redigera Wikidata]
Aspect valdes till utländsk medlem av Royal Society (ForMemRS) 2015.
År 2005 tilldelades han guldmedaljen i Centre national de la recherche scientifique, där han är forskningschef. 2010 års Wolfpris i fysik tilldelades Aspect, Anton Zeilinger och John Clauser.
Asteroiden 33163 Alainaspect, upptäckt av astronomer vid Caussols 1998, är uppkallad efter honom. Den officiella namngivningen publicerades av Minor Planet Center den 8 november 2019 (M.P.C. 118220).